# وسام بن یحیی
وسام بن یحیی (انگلیسی: Wissem Ben Yahia؛ زادهٔ ۹ سپتامبر ۱۹۸۴) بازیکن فوتبال اهل تونس است.وی همچنین در تیم ملی فوتبال تونس بازی کرده است.